# Julienne Ngo Som
Julienne Ngo Som, née en 1953 à Mboui  et morte le 1er janvier 2024 à Yaoundé, est une femme politique camerounaise. Elle occupe la fonction de  ministre de la condition féminine au Cameroun entre 2000 et 2001,. 

## Biographie
Julienne Ngo Som est native de Mboui dans l'arrondissement de Messondo, département du Nyong et Kelle dans la région du centre. 
Militante du Rassemblement Démocratique du Peuple Cameroun et première fille du département de  Nyong et Kéllé nommée ministre au Cameroun. Elle est nommée comme ministre le 18 mars 2000 en remplacement à Yaou Aissatou. Elle est remplacée par Catherine Bakang Mbock en Avril 2021.
Elle décède à Yaoundé le 1er janvier 2024 à la suite d'une maladie.